# Helicodiceros muscivorus
Helicodiceros muscivorus é uma espécie de planta com flor pertencente à família Araceae. 
A autoridade científica da espécie é (L. f.) Engl., tendo sido publicada em Monographiae Phanerogamarum 2: 605. 1879.

## Portugal
Trata-se de uma espécie presente no território português, nomeadamente em Portugal Continental.
Em termos de naturalidade é nativa da região atrás referida.

## Protecção
Não se encontra protegida por legislação portuguesa ou da Comunidade Europeia.